# Locomotora elèctrica 278-007
La Locomotora elèctrica 278-007 és una Locomotora fabricada per l'empresa Westinghouse als Estats Units que es troba conservada actualment al Museu del Ferrocarril de Catalunya, amb el número de registre 00049 d'ençà que va ingressar el 1993, com una cessió de la companyia Renfe.

## Història
L'origen de les 7800 es troba al pla d'electrificació dels cinquanta. Per aquesta segona generació de locomotores elèctriques, s'encarregaren sèries similars a fabricants diferents: francesos (sèrie 7600), britànics (7700) i dels Estats Units (7800).
La 7800 tenia la particularitat, inèdita a Espanya fins als anys vuitanta, d'un rodatge de sis eixos en tres grups de bugies. Fou destinada, inicialment, al dipòsit de Lleó, però, en concloure les electrificacions a Catalunya, a finals dels cinquanta, foren traslladades aquí. A mesura que es rebien noves unitats 7600, les 7800 foren enviades a la reserva de Còrdova, per a la línia de Madrid-Andalusia, segons avançava la seva electrificació.
Fins al començament dels setanta varen remolcar tota classe de trens i, des d'aleshores es dedicaren al remolc de mercaderies. Foren reformades el 1986 i estigueren en servei fins al 1992.

## Conservació
El seu estat de conservació és dolent.